# Beau Geste le baroudeur
Pour les articles homonymes, voir Beau Geste.
Pour plus de détails, voir Fiche technique et Distribution.
Beau Geste le baroudeur (Beau Geste) est un film américain réalisé par Douglas Heyes et sorti en 1966.

## Synopsis
À l'intérieur d'un fort français au Sahara s'exercent des rapports de force et des affrontements, alors qu'il se retrouve cerné par des autochtones souhaitant libérer la région des colonisateurs. Le seul survivant raconte le déroulement de l'attaque et des faits qui l'ont précédé.

## Fiche technique
- Titre original : Beau Geste
- Réalisation : Douglas Heyes, assisté de Joseph Kane
- Scénario : Douglas Heyes d'après le roman de Percival Christopher Wren
- Producteur : Walter Seltzer
- Production : Universal Pictures
- Photographie : Bud Thackery
- Musique : Hans J. Salter
- Montage : Russell F. Schoengarth
- Durée : 103 minutes
- Date de sortie: 
  - États-Unis : 7 septembre 1966
- Affiche : Raymond Elseviers (Belgique)

## Distribution
- Guy Stockwell : Beau Geste
- Doug McClure : John
- Leslie Nielsen : Lieutenant De Ruse
- Telly Savalas : Sergeant Major Dagineau
- David Mauro : Boldini
- Robert Wolders : Fouchet
- Leo Gordon : Krauss
- Michael Constantine : Rostov
- Malachi Throne : Kerjacki
- Joe De Santis : Beaujolais
- X Brands : Vallejo
- Michael Carr : Sergeant
- George Keymas : Platoon sergeant
- Patrick Whyte : Surgeon
- Victor Lundin : Vachiaro